# Fissidens oblongifolius
Fissidens oblongifolius là một loài Rêu trong họ Fissidentaceae. Loài này được Hook. f. & Wilson mô tả khoa học đầu tiên năm 1844.